# Satu Silvo

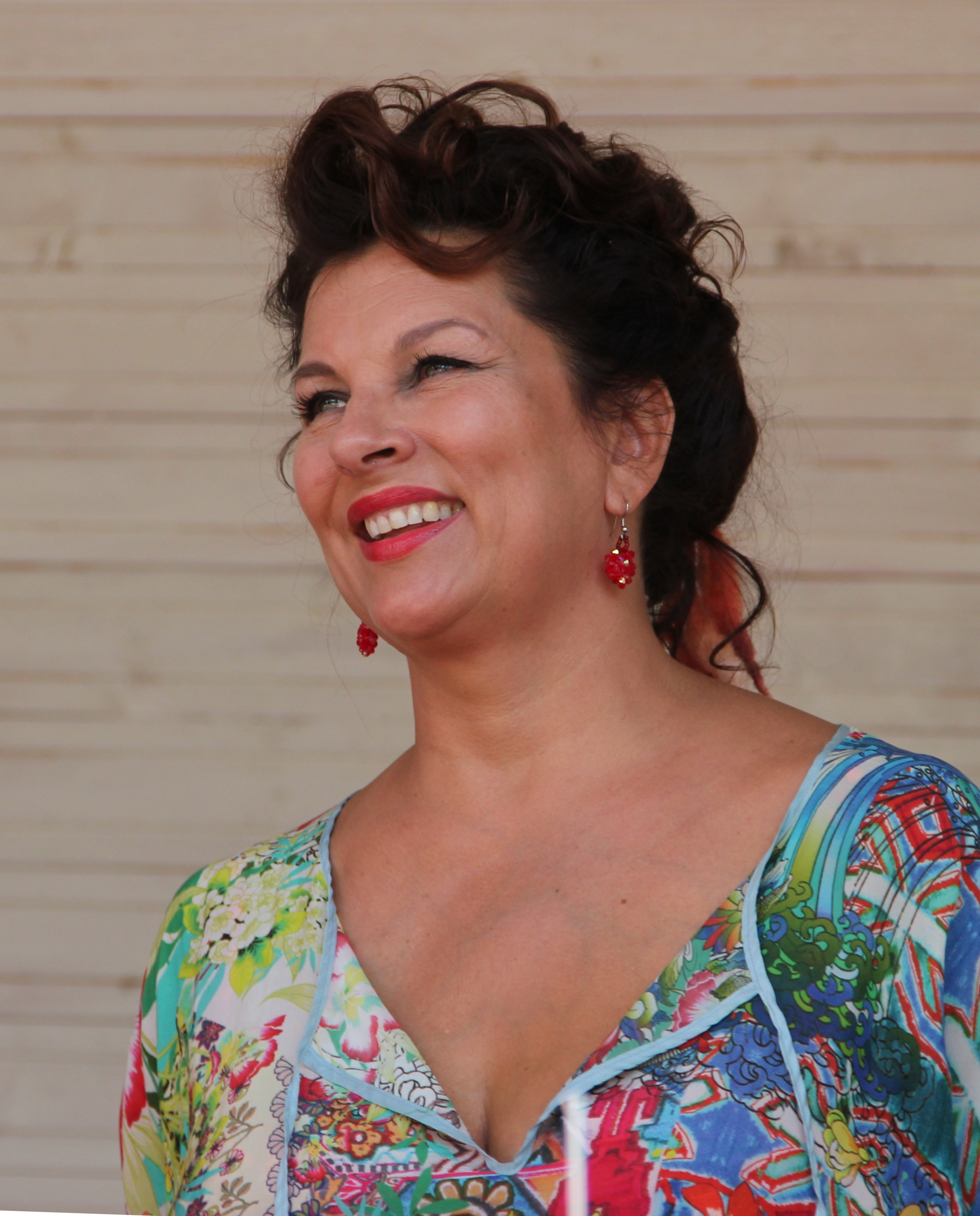
Satu Silvo (2015)

Satu Irmeli Silvo (* 2. August 1962 in Sippola) ist eine finnische Schauspielerin. Neben ihrer Theatertätigkeit ist sie auch in zahlreichen Spielfilmen und Fernsehproduktionen aufgetreten.

## Leben
Satu Silvo studierte von 1981 bis 1985 an der Theaterakademie Helsinki. Von 1985 bis 1992 war sie am Stadttheater von Helsinki tätig. Seit 1994 arbeitete sie als freie Mitarbeiterin. Noch während ihrer Ausbildung spielte sie die weibliche Hauptrolle im Film Niskavuori von Matti Kassila (1984). Später übernahm sie Hauptrollen in den finnischen Spielfilmen Die Schneekönigin, Porttikielto taivaaseen, Kaikki pelissä und Tie naisen sydämeen. In den Jahren 1993–1997 war sie die Pipsa, die weibliche Hauptrolle, in den Pekko-Filmkomödien von Timo Koivusalo.
Ihr Rollenrepertoire am Theater gilt als umfassend. Sie hat Hauptrollen in verschiedenen Dramen beziehungsweise Komödien und Farcen gespielt. Zu ihren Rollen gehören unter anderem die Stella in Endstation Sehnsucht und die Anja im finnischen Drama Eteisiin ja kynnyksille. Darüber hinaus wirkte sie in einer Reihe von Musicals mit, darunter Annie, Chicago und Nine.
Im Jahr 1998 war Satu Silvo in einen Skiunfall in Saariselkä, Lappland, verwickelt, bei dem sie beinah ums Leben kam. Dabei erlitt sie schwere Verletzungen, von denen sie sich jedoch wieder erholt hat.
Satu Silvo ist auch als Unternehmerin tätig. Sie führt ein vegetarisches Restaurant in Hakaniemi, Helsinki. In den Jahren 2001–2007 leitete sie das Hotel Satulinna in Hirvensalmi zusammen mit Freunden und Verwandten. Von 1986 bis 2002 war Satu Silvo mit dem finnischen Schauspieler Heikki Kinnunen (* 1946) verheiratet. Mit ihm hat sie einen Sohn und eine Tochter. Heute ist sie mit dem Schriftsteller und Schauspieler Reidar Palmgren (* 1966) verlobt.

## Filmografie (Auswahl)
- 1984: Die berühmte Niskavuori-Saga (Niskavuori)
- 1985: Uuno Epsanjass
- 1986: Die Schneekönigin (Lumikuningatar)
- 1981/87: Zahm für einen Sommer (Zkrocení zlého muže)
- 1990: Porttikielto taivaaseen
- 1993: Pekko aikamiespojan poikamiesaika
- 1994: Kaikki pelissä
- 1994: Pekko ja poika
- 1995: Pekko ja massahurmaaja
- 1996: Pekko ja muukalainen
- 1996: Tie naisen sydämeen
- 1997: Pekko ja unissakävelijä
- 2009: Ralliraita
- 2010: Jos rakastat